# 沓掛町
沓掛町（くつかけまち）は茨城県猿島郡にかつて存在した町である。現在の茨城県坂東市の北東部に位置する。

## 歴史
- 1889年（明治22年）4月1日 - 町村制施行に伴い、沓掛村・内ノ山村が合併し猿島郡沓掛村が発足。
- 1954年（昭和29年）3月20日 - 沓掛村が町制施行して沓掛町となる。
- 1956年（昭和31年）4月1日 - 富里村と合併して富里町が発足、即日改称して猿島町となる。同日沓掛町廃止。